# Xã Witten, Quận Tripp, Nam Dakota
Xã Witten (tiếng Anh: Witten Township) là một xã thuộc quận Tripp, tiểu bang Nam Dakota, Hoa Kỳ. Năm 2010, dân số của xã này là 21 người.